# Francis Wemyss-Charteris
Francis Wemyss Charteris (21 octobre 1723 - 24 août 1808) est un propriétaire écossais qui revendique le titre de 7e comte de Wemyss.

## Biographie
Il est le deuxième fils de James Wemyss (5e comte de Wemyss) et de son épouse Janet, fille du très riche colonel Francis Charteris (1675-1732) (en). Il est né sous le nom de Francis Wemyss mais le 24 février 1732, il le change légalement en Francis Wemyss Charteris, adoptant le nom de jeune fille de sa mère en héritant des biens de son grand-père maternel, le colonel Charteris. Il hérite de la baronnie de Newmilns, ou Amisfield, Haddingtonshire, plus la moitié de la baronnie de Morham et ses terres, plus le moulin à grains du monastère de Haddington appelé Abbey Mill.
Son frère aîné David Wemyss (Lord Elcho) (en), est impliqué dans le soulèvement jacobite de 1745, et est déclaré hors-la-loi en 1746. Il est mort sans enfant en 1787 et Charteris lui aurait succédé en tant que septième comte sans la mise hors-la-loi. Cependant, il a toujours assumé le titre.
Le 12 septembre 1745, il épouse Lady Katherine Gordon, fille d'Alexander Gordon (2e duc de Gordon). Ils ont cinq enfants: 
- Frances Charteris (décédée en 1848) qui épouse le révérend William Trail
- Francis Charteris (Lord Elcho)
- Helen Charteris
- Walpole Charteris
- Anne Charteris

Il est décédé en août 1808, à l'âge de 84 ans et est enterré dans le mausolée de Wemyss près de Gosford House, le domaine qu'il a acquis en 1781 ou 1784 (selon la source) ,. Le comte est le seul membre de la famille à être enterré dans le mausolée. Son petit-fils Francis a obtenu une annulation de la mise hors-la-loi en 1826 et est devenu le huitième comte de Wemyss.